# 8555 Mirimao
8555 Mirimao (1995 LD) là một tiểu hành tinh vành đai chính.